# ゴットフリート・フォン・クラム
ゴットフリート・フォン・クラム（Gottfried von Cramm、1909年7月7日 - 1976年11月9日）は、ドイツ・ハノーファー出身の男子テニス選手。ドイツが生んだ戦前最大の男子選手であり、1930年代の男子テニス界に君臨した名選手のひとりである。1934年と1936年の全仏選手権で2勝を挙げたが、ウィンブルドン選手権では1935年から1937年まで3年連続の準優勝に終わった。ドイツの“男爵”（The Baron）と呼ばれたフォン・クラムは、身長183cmの長身と、金髪に青緑色の目をした高貴な顔立ちで貴族的な雰囲気を漂わせていた。

## 経歴
フォン・クラムは1932年から男子テニス国別対抗戦・デビスカップドイツ代表選手となり、彼の時代にドイツ・チームは最初の黄金期を迎えた。1934年の全仏選手権で、フォン・クラムは決勝でオーストラリアのジャック・クロフォードを 6-4, 7-9, 3-6, 7-5, 6-3 のフルセットで破り、4大大会初優勝を達成し、以後1936年まで全仏選手権に3年連続決勝進出を果たす。1935年と1936年の2年連続で、フォン・クラムは全仏選手権とウィンブルドン選手権の2大会連続でイギリスのフレッド・ペリーと決勝対決をした。1935年全仏選手権の決勝でペリーに 3-6, 6-3, 1-6, 3-6 で敗れたフォン・クラムは、続くウィンブルドン選手権決勝でも 2-6, 4-6, 4-6 で敗れてしまう。1936年の全仏選手権ではフォン・クラムが勝ち、2年ぶり2度目の優勝を果たすが、ウィンブルドン選手権では2年連続でペリーに 1-6, 1-6, 0-6 のストレートで完敗した。2度目の決勝戦は、ペリーからわずか2ゲームしか奪えない惨敗に終わった。（ペリーのこの優勝は、長らくイギリス人男子選手による最後の優勝になっていたが、2013年にアンディ・マリーが77年ぶりのイギリス人優勝を果たした。）
フレッド・ペリーがプロテニス選手に転向した後は、アメリカのドン・バッジがフォン・クラムのライバルとなった。バッジはフォン・クラムについて、興味深い回想の言葉を多く残している。1937年のウィンブルドン選手権決勝では、フォン・クラムはバッジに 3-6, 4-6, 2-6 のストレートで敗れ、同選手権で3年連続の準優勝に終わった。続いて全米選手権でも初めての決勝に進出したが、ウィンブルドンに続いてバッジに 1-6, 9-7, 1-6, 6-3, 1-6 で連敗している。この年はダブルスで6歳年下の後輩選手ヘンナー・ヘンケル（1915年 - 1942年）とペアを組み、全仏選手権と全米選手権の男子ダブルス部門で年間2冠を獲得した。同じく1937年に、フォン・クラムはヘンケルと2人の女子選手とともに日本を訪れた。ドイツ選手の一行は大阪、東京、名古屋の3会場で「日独対抗戦」に出場し、甲子園コートで開かれた全日本テニス選手権にも出場した。当時の日本のエースだった山岸二郎が2人の挑戦を受けたが、フォン・クラムは全日本選手権の決勝でシングルス・ダブルスともに山岸を破って優勝した。山岸とフォン・クラムは、この年にウィンブルドン選手権の3回戦でも対戦していた。フォン・クラムとヘンケルは1938年の全豪選手権男子ダブルスにも出場し、地元オーストラリアのエイドリアン・クイスト&ジョン・ブロムウィッチ組との決勝まで進出した。
ところが、1938年からフォン・クラムの人生に大きな波瀾が待ち受ける。アドルフ・ヒトラー率いるナチス政権が台頭する中、フォン・クラムはナチズム擁護を拒否したことと同性愛 によりゲシュタポに逮捕された。前年に離婚した妻がユダヤ系銀行家の孫であった上に、愛人（男性）もユダヤ人だった。一年間収監される。その間、他国のテニス選手たちが釈放嘆願書をドイツに送った。
戦時中のフォン・クラムは、ロシア戦線の英雄であった。ナチス政権の崩壊により、終戦後に自由の身となったフォン・クラムは、1951年に14年ぶりにデビスカップのドイツ代表選手に復帰する。44歳を迎える1953年まで代表選手を務めたフォン・クラムは、デ杯でドイツ・チーム最多記録となる「82勝19敗」（シングルス58勝10敗、ダブルス24勝9敗）の記録を残した。その後は1955年に長年の友人だったアメリカの大富豪バーバラ・ハットンと結婚し社交界に話題を振りまいた（1959年離婚）。ベルリンにある「ローンテニスクラブ・ロートヴァイス」の会長などを務める。
1976年11月9日、ゴットフリート・フォン・クラムはエジプトの首都カイロ近郊にて、自動車事故のため67歳で死去した。翌1977年に国際テニス殿堂入りを果たしている。